# Francisco Gil Hellín

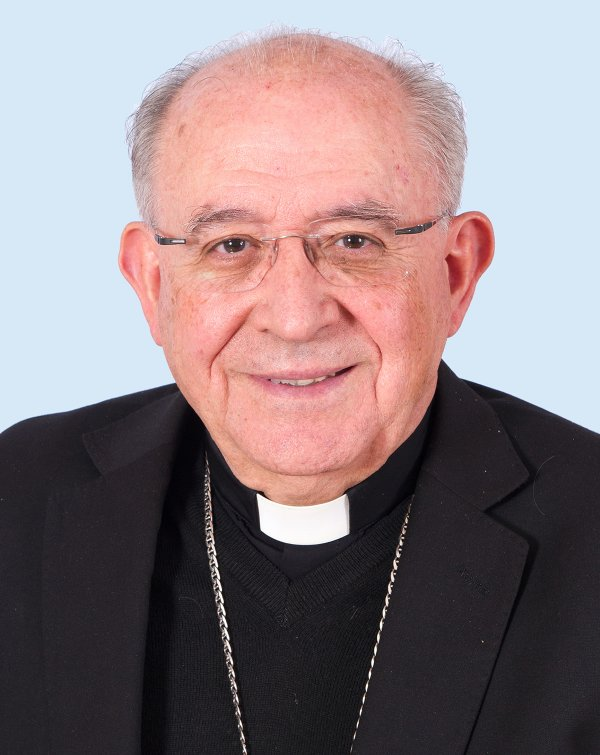
Erzbischof Francisco Gil Hellín

Francisco Gil Hellín (* 2. Juli 1940 in Murcia, Spanien) ist ein römisch-katholischer Geistlicher und emeritierter Erzbischof von Burgos.

## Leben

Erzbischofswappen

Francisco Gil Hellín empfing am 21. Juni 1964 das Sakrament der Priesterweihe.
Am 3. April 1996 ernannte ihn Papst Johannes Paul II. zum Titularbischof von Citium und bestellte ihn zum Sekretär des Päpstlichen Rates für die Familie. Der Präsident des Päpstlichen Rates für die Familie, Alfonso Kardinal López Trujillo, spendete ihm am 1. Juni desselben Jahres die Bischofsweihe; Mitkonsekratoren waren der Erzbischof von Valencia, Agustín García-Gasco Vicente, und der Offizial im Staatssekretariat des Heiligen Stuhls, Kurienerzbischof Giovanni Battista Re. Am 28. März 2002 ernannte ihn Johannes Paul II. zum Erzbischof von Burgos.
Papst Franziskus nahm am 30. Oktober 2015 seinen altersbedingten Rücktritt an.
Mitte Januar 2019 war er kurzzeitig Apostolischer Administrator des vakanten Bistums Ciudad Rodrigo, wurde aber bereits nach einem Tag abgelöst.